# Basionym
Basionym je taxonomický pojem označující vědecké jméno, pod nímž byl určitý taxon poprvé v literatuře platně (čili validně) popsán. Pojem „basionym“ má své oprávnění výhradně tehdy, když hovoříme o vzájemném vztahu dvou vědeckých jmen určitého taxonu.
Platný popis musí být vždy založen na určitém nomenklatorickém typu. Pro druh a vnitrodruhové taxony (poddruh, varieta aj.) je nomenklatorickým typem vzorek organismu – herbářová položka, exikát (vysušený a podle běžných zvyklostí zpracovaný exemplář houby nebo rostliny), konzervovaný vzorek, položka v entomologické sbírce – spolu s údaji o místě a době získání vzorku a s údaji o osobě, která vzorek organismu získala.
U vyšších taxonů je nomenklatorickým typem taxon nejbližší nižší základní úrovně, například pro rod je to jeden z druhů tohoto rodu, pro čeleď je to jeden z rodů zařazených do této čeledi.
V botanice, mykologii a bakteriologii se podle nomenklatorických pravidel jméno autora popisu (dohodnutá zkratka jména) při změně systematického zařazení taxonu píše za novým jménem do kulatých závorek a obvykle se doplní letopočtem, v němž byl první popis učiněn. Za závorkou se uvádí jméno (zkratka jména) autora, který popsal taxon v jiném systematickém zařazení, a letopočet, v němž bylo nové systematické zařazení publikováno.
V zoologii jsou nomenklatorická pravidla poněkud odlišná. Při změně názvu se uvádí jméno autora basionymu (zkratka jména autora) a letopočet, přičemž se kvůli odlišení uzavírá do závorek. U basionymu jsou jméno autora (zkratka jména autora) a letopočet psány bez závorek. 
Uvádění autora a letopočtu prvního popisu má značný význam, neboť umožňuje či usnadňuje vysledovat historii změn vědeckého jména taxonu založeného na shodném nomenklatorickém typu, tedy historii jeho synonym. Pokud se jedná právě takováto synonyma, nazývají se homotypická synonyma (dříve též nomenklatorická synonyma).

## Použití basionym
Existují dva základní způsoby užívání principu basionyma:

### Nová kombinace
Prvním je používání druhového epiteta (přívlastku), pokud je třeba určitý druh přesunout z jednoho rodu do jiného rodu. V takovém případě je podle pravidel nomenklatury povinnost použít v novém binomickém názvu stejný přívlastek (povolena je pouze případná gramatická změna, pokud jméno nového rodu je v jiném gramatickém rodu než v basionymu), pokud tomu nebrání důvod, že v novém rodě už existuje stejné binární jméno. Tento postup se nazývá nová kombinace a při popisu se uvedená okolnost zdůrazní zkratkou comb. nov. v závorkách za novým jménem.
Příklad: Linné popsal v díle Species Plantarum (1753) smrk ztepilý vědeckým jménem Pinus abies a zařadil jej do rodu borovice (Pinus). Proto je třeba psát plné jméno Pinus abies L., 1753. Avšak německý botanik Gustav Karl Wilhelm Hermann Karsten přeřadil v roce 1881 taxon do rodu smrk (Picea) a publikoval přeřazení v díle Deutsche Flora. Jestliže zvolíme Karstenovo systematické zařazení, je třeba druh uvádět Picea abies (L., 1753) Karsten, 1881. Říkáme pak, že basionymem Picea abies je Pinus abies.
Případ, kdy dojde ke změně tvaru přívlastku, můžeme demonstrovat na příkladu jednoho ze synonym houby anýzovníku vonného – Trametes odorata (Wulfen, 1788) Fr., 1838. Basionymem tohoto jména je Boletus odoratus Wulfen 1788 ex Fr., 1821. Protože v latině je „boletus“ rodu mužského, zatímco „trametes“ bylo prohlášeno za rod ženský, musela se odpovídajícím způsobem změnit koncovka druhového přívlastku.

### Změna statusu
Druhý případ je spojen se změnou zařazení určitého taxonu do taxonomické kategorie, např. z formy se povýší na úroveň poddruhu (subspecies). I v tomto případě se použije původní přívlastek (epiteton), původně určující formu, a pokud tomu nic nebrání, použije se jako přívlastek poddruhový. V tomto případě jde o změnu statusu taxonu. Změnau statusu taxonu se vyznačuje při první publikaci zkratkou stat. nov. v závorkách. Pokud při změně statusu dojde i ke změně zařazení, označuje se skutečnost zkratkou comb. et stat. nov..
Příklad: Německý botanik Heinrich Mayr jako první popsal douglasku sivou jako Pseudotsuga glauca Mayr, 1901. V roce 1923 jiný německý botanik Fritz Kurt von Schwerin usoudil, že se jedná o pouhý poddruh douglasky tisolisté, a proto vytvořil novou kombinaci se změnou statusu, kterou nazval Pseudotsuga taxifolia (Poir., 1804) Britton, 1889 subsp. glauca (Mayr, 1901), Schwer., 1932. Všimněte si, že i u názvu druhu i v tomto případě došlo ke změně kombinace, a to z původního zařazení Abies taxifolia Poir., 1804, při přeřazení z rodu jedle do rodu douglaska.